# Monte Emlembe
El monte Emlembe es una montaña perteneciente a la cordillera Drakensberg o uKhahlamba que está situada en la frontera de Suazilandia con Sudáfrica.
El uKhahlamba o la barrera es una cordillera granítica situada en el noroeste del país. Al oeste de la cordillera está situada la cuenca de la meseta central sudafricana con sus numerosos ríos abriéndose paso hacia el mar.
Desde la cumbre del Emlembe se pueden ver casi todos la puntos del pequeño país de Suazilandia.